# Deke Richards
Deke Richards (Los Angeles, 8 april 1944 – Bellingham, 24 maart 2013), geboren als Dennis Lussier, was een Amerikaans songschrijver en producer. Hij was vooral bekend omwille van zijn medewerking aan verschillende hits voor platenlabel Motown.
Richards maakte deel uit van The Clan, een groep componisten (in 1967) verzameld door Motown om de hitmachine Holland-Dozier-Holland te vervangen. The Clan bracht een aantal gigantische hits voor The Supremes voort (o.m. Love Child).
In 1969 werd The Clan opgeheven en vervangen door een nieuwe groep songwriters en producers, The Corporation, waar Richards opnieuw een lid van was. The Corporation was de hitmachine van Motowns nieuwe sensatie: The Jackson 5. Richards schreef mee aan Jackson 5-hits als I Want You Back, The Love You Save, Mama's Pearl, Maybe Tomorrow en ABC.
Richards overleed op 68-jarige leeftijd aan slokdarmkanker.
- International Standard Name Identifier: 0000 0003 6275 6527
- Library of Congress Control Number: n2021007277
- MusicBrainz: 72c73a5b-1154-4944-97f8-defb1c6ac47c